# Althepus lakmueangensis
Espèce
Althepus lakmueangensis est une espèce d'araignées aranéomorphes de la famille des Psilodercidae.

## Distribution
Cette espèce est endémique de la province de Phang Nga en Thaïlande,. Elle se rencontre dans la grotte Tham Lak Mueang vers Phang Nga.

## Description
Le mâle holotype mesure 3,39 mm et la femelle paratype 4,09 mm.

## Étymologie
Son nom d'espèce, composé de lakmueang et du suffixe latin -ensis, « qui vit dans, qui habite », lui a été donné en référence au lieu de sa découverte, la grotte Tham Lak Mueang.

## Publication originale
- Liu, Li, Wongprom, Zheng & Li, 2017 : Eleven new species of the spider genus Althepus Thorell, 1898 (Araneae, Ochyroceratidae) from Thailand. Zootaxa, no 4350(3), p. 469-499.